# 후직
후직(后稷)은 전설상의 주나라 희씨의 조상이다. 신농과 함께 중국의 농업의 신으로서 숭배되고 있다.

## 생애
『사기』주 본기에 따르면 제곡의 정비인 강원이 들에 나가 거인의 발자국을 밟아 임신해 1년 만에 아이를 낳았다. 강원은 그 갓난아이를 길에 버렸지만 소와 말이 밟으려 하지 않고 숲에 버리려 했지만 우연히 산림에 인파가 많았기 때문에 버리지 못하고 얼음 위에 버렸지만 새들이 갓난아이를 따뜻하게 했으므로 이상하게 생각해 아이를 기르기로 했다. 기(弃)라고 이름 붙여졌다. 기는 기(棄)와 같은 의미의 글자이다. 『산해경』대강서경에 의하면 제준(帝俊, 제곡의 다른 이름으로 간주하는 설이 유력)의 아들로 여겨진다.
기는 성장하면서 농경을 좋아해 삼이나 콩을 심고 기뻐했다. 순을 섬기며 농사에 근무했다. 또 후직이라는 직책을 맡기고 태(邰)에 봉했으며 후직이라고 불렀다. 사후에 아들인 부줄이 뒤를 이었다.
사마천 사기는 검증 되지 않은 내용이 있어, 많은 반론이 존재하여 후직의 선조에 대한 부분은 명확하지 않다.

## 같이 보기
- 신농